# Gene Nelson

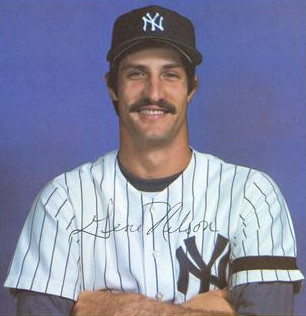
Gene Nelson durante a temporada de 1981, como integrante do New York Yankees.

Wayland Eugene Nelson, mais conhecido como Gene Nelson, é um ex-jogador profissional de beisebol norte-americano.

## Carreira
Gene Nelson foi campeão da World Series 1989 jogando pelo Oakland Athletics. Na série de partidas decisiva, sua equipe venceu o San Francisco Giants por 4 jogos a 0.